# キューピー

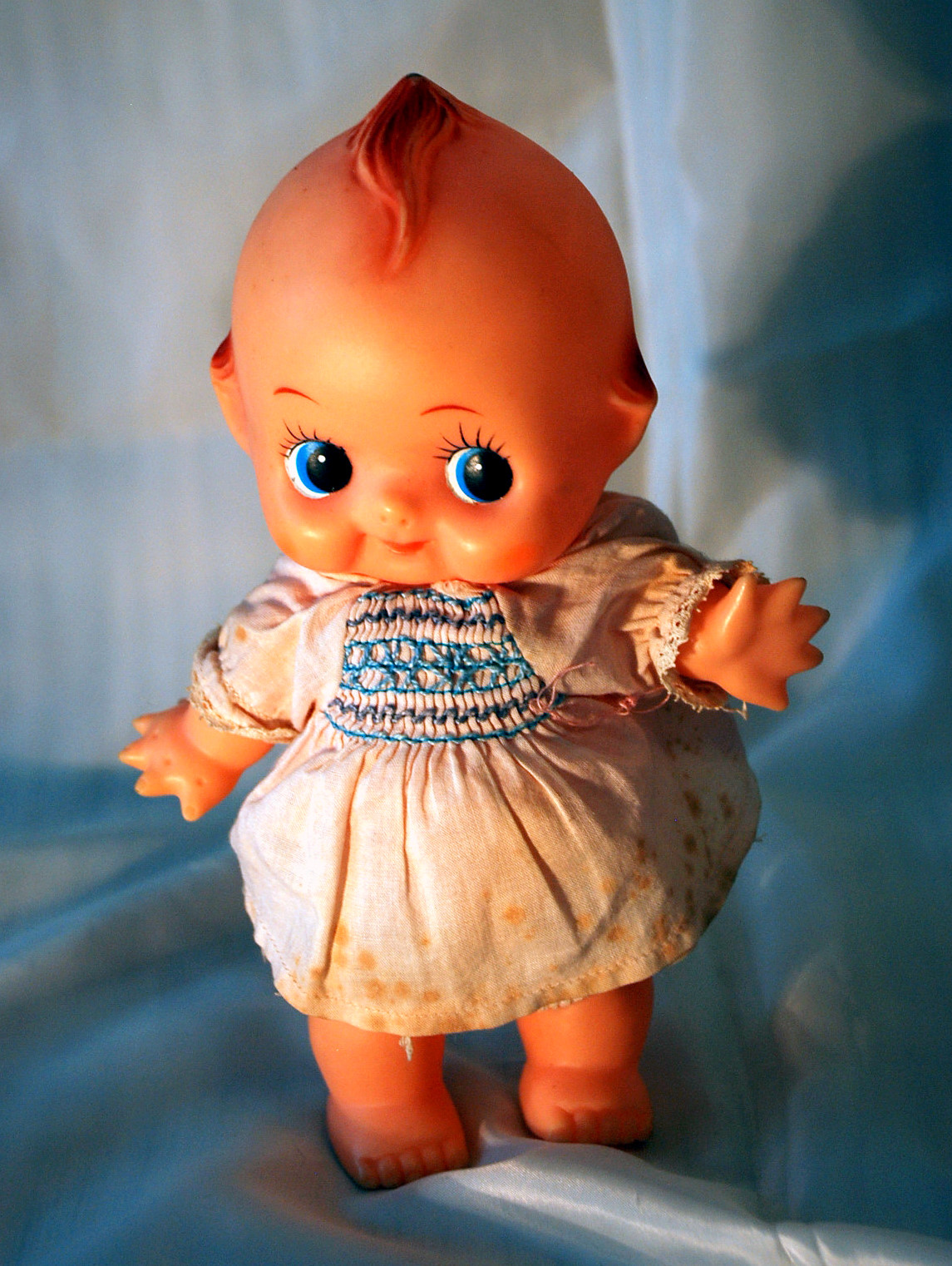
20世紀後半のキューピー

キューピー（Kewpie）とは、1909年に米国のイラストレーター、ローズ・オニール（Rose O'Neill、1874年6月25日 - 1944年4月6日）がキューピッドをモチーフとしたイラストで発表したキャラクターである。
この項ではキャラクターおよびキャラクターをもとにした人形について記す。

## 誕生
1903年の暮れ、オニールはキューピッドをモチーフとした幼児のイラストをアメリカの雑誌『COSMOPOLITAN』に発表した。その後、1904年・1905年・1908年に、同様のイラストを雑誌に発表しており、1909年までに作者自身が編集者などの打ち合わせの際などに非公式にキューピーと呼んでいた、この種のキャラクターのイラストがあることがわかっている。（オニール本人は、1909年6月に書かれた編集者宛の手紙の中で「・・・私は数年前から彼らをキューピーと呼んでいます。」と言っている。）
1909年の12月、婦人向け雑誌の『レディース・ホーム・ジャーナル』（Ladies' Home Journal）誌に書かれた物語「The KEWPIES' Christmas Frolic」のイラストとしてキューピーが掲載された。KEWPIEという名称が公に記載されたのはこれが最初だといわれている。
このキャラクターの誕生の背景については憶測の域を出ないながらも、小さい頃から演技や絵の才能を注目されてきたオニールが、彼女自身の二度目の離婚直後の時期であり、子供がいなかったことから、幼児の姿を持ったキャラクターに投影したものであるという分析がある。またキューピッドのスペルであるCUPIDとの違いを明確にするために、スペルをKEWPIEとしたとも伝えられている。

## 立体化
オニールはこのキャラクターへの反響に応えて、雑誌の付録として紙を切り抜く形での立体人形を手がけるようになる。これはキューピーの表と裏からみた場合のイラストを、切り抜いて貼り合わせ、同様に着せ替えもできるというものであった。それにつれて立体的な人形の形でという要望が多くなり、オニールは自分の手で小さな彫像を彫ってみたところ、それを見た複数のメーカーが商品化のオファーを持ってくるようになった。初登場から4年程が経過した1912年、ドイツのメーカーによるからビスク・ドール製のキューピーが試作された。この背景にはオニールの妹であるカリスタがイタリアで美術を学んでいたことから助手を務め、二人で実際にドイツの工場に行き助言や要望をしたこと、および、この時期ドイツ製の廉価なビスク・ドールが最盛期になりつつあったことなどがある。
1913年3月4日、登録第43680号意匠特許として、アメリカ合衆国連邦特許商標庁に登録されたことで、今日親しまれているキューピー人形が誕生した。その特徴として、
- カブの様なとがったひと房のヘアースタイル
- 小さく短い眉毛
- 丸く大きく左右どちらかを見つめている目
- ピンクに彩られ少し膨らんだ頬
- 微笑むようにわずかに上がっている口角
- うつむき加減のあご
- 体から少し離した位置で開き気味の腕
- 大きく開いた手のひら
- ぽってりとしたおなか
- 2.5から3頭身のバランス
- 背中に生えた小さな羽根
- 判別できない性別

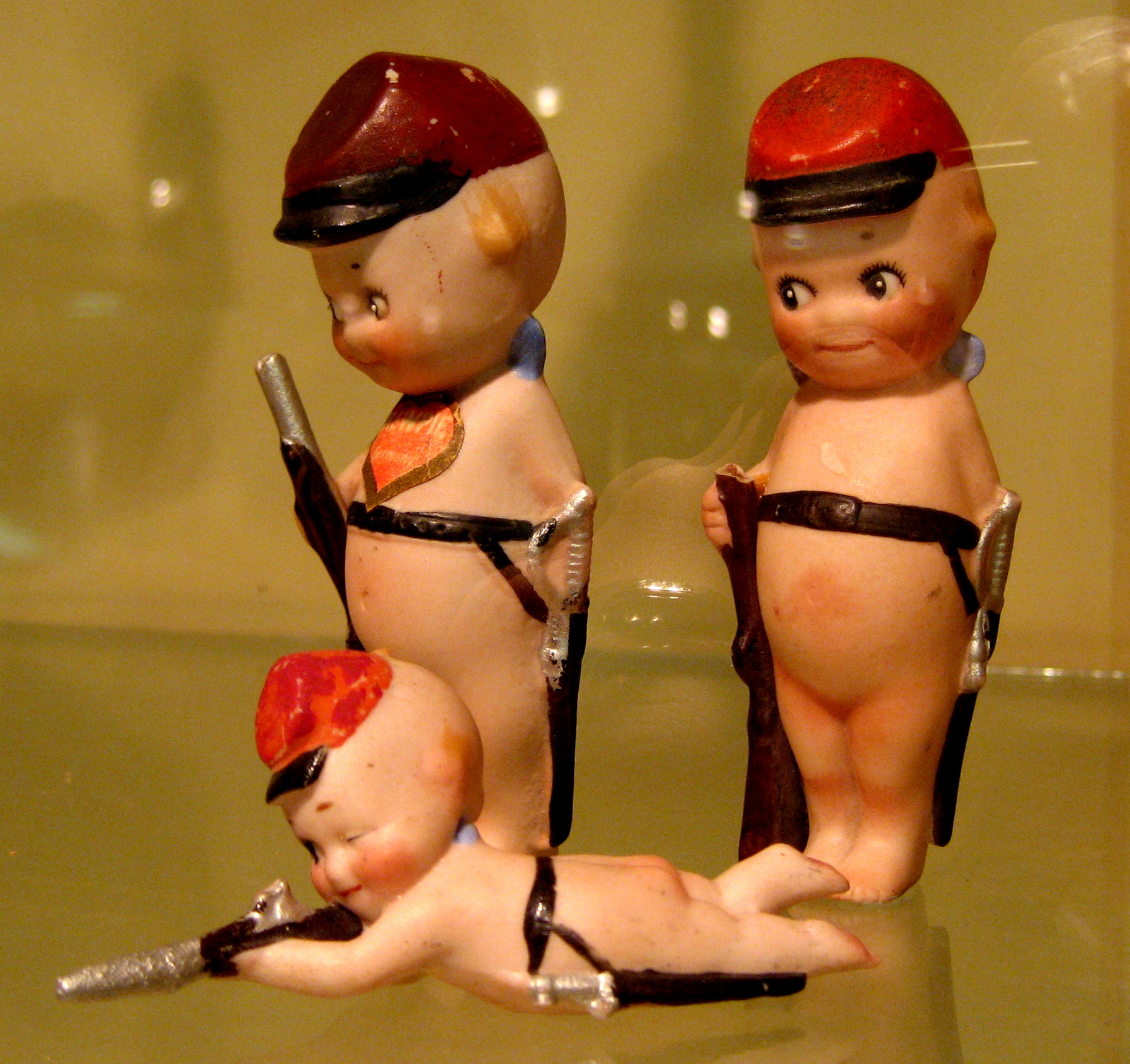
ラルフフォスター博物館所蔵のキューピー

などがスタンディング・キューピーという立ったポーズのキューピーには見て取れ、以降のキューピーのイメージが既にほとんど完成されていた。キューピー人形のポーズについては、ほかにシンキング・ポーズと呼ばれる、膝を立ててそろえた形で座り、その膝の上に肘を乗せ、頬杖をついているポーズがあり、考え込むようなしぐさに見えるものがある。

## 世界的な普及

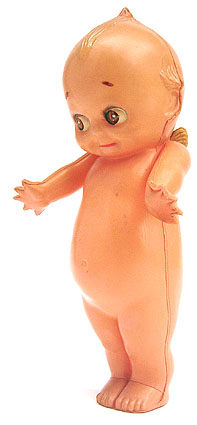
セルロイド製のキューピー

ドイツの複数の工場で量産されたビスク・ドール製のキューピー人形はアメリカで人気を博し、オニール自身の要請により日本でも同年（1913年=大正2年）作られることになった。1914年（大正3年）には、東京に本社があった千種セルロイドが人形の制作を開始。また、この年には三越もアメリカから人形を輸入している。
当初はアメリカへの輸出向けとして作られていたが、のちに日本のオリジナルとも言うべき特徴を持ったキューピーも作られている。後述の楽曲、「おもちゃのマーチ」が1923年に発表されていることからもキューピー人形の誕生と普及については、ほぼ世界的に同時進行であった。
アメリカではコンポジション製のものが生産されるようになった。この技術はアメリカの特許で、パルプ系の材料を粘状にしたものを造形して樹脂などで固めるものであり、磁器製の物よりも技術的な造作の自由が利くという利点があった。
1925年以降になると材質はセルロイド製が主流になった。第一次世界大戦で疲弊したドイツに代わり日本がセルロイド製品を多く手がけるようになり（当時日本統治下の台湾には、樟脳の原料になるクスノキが豊富だった背景がある）、着色が容易なことからカラフルなキューピーが登場した。燃えやすいなどの欠点が指摘され始めて以降はソフトビニール製のキューピーが主流となった。（1954年に、アメリカはセルロイド製の玩具を輸入禁止としている）
アンネ・フランクは「アンネの日記」の中で、隠れ家での初めてのクリスマス（1942年12月5日のこと。聖ニコラスの日のイブ）に、キューピー人形をもらったと書いている。

## キューピーのイメージを使用している企業
- アメリカの「キューピー・ハンバーガー」（Kewpee Hamburgers）というハンバーガー・チェーンは綴りが違うものの、ロゴにキューピーを使用している。
- 日本の食品メーカー、キユーピー株式会社（「ユ」の文字が大きい） - 1922年に「キユーピー」の文字およびイラストを商標登録（登録商標日本第147269号）している。同社製品のマヨネーズなどのパッケージにイラストが描かれている。英文商号は以前は「Q.P. Corporation」としていたが、2010年2月23日より綴りの同じ「Kewpie Corporation」に変更された。
- 日本の石鹸メーカーである牛乳石鹸共進社もキューピーのキャラクターを使用した「キューピーベビーシリーズ」等を製造している。
- 日本の長期信用銀行であった日本興業銀行（現・みずほ銀行）もキューピーを使用していた。
- また、日本のポップロックバンド「アーバンギャルド」もキューピー人形の意匠を度々使用している。

## キャラクター展開

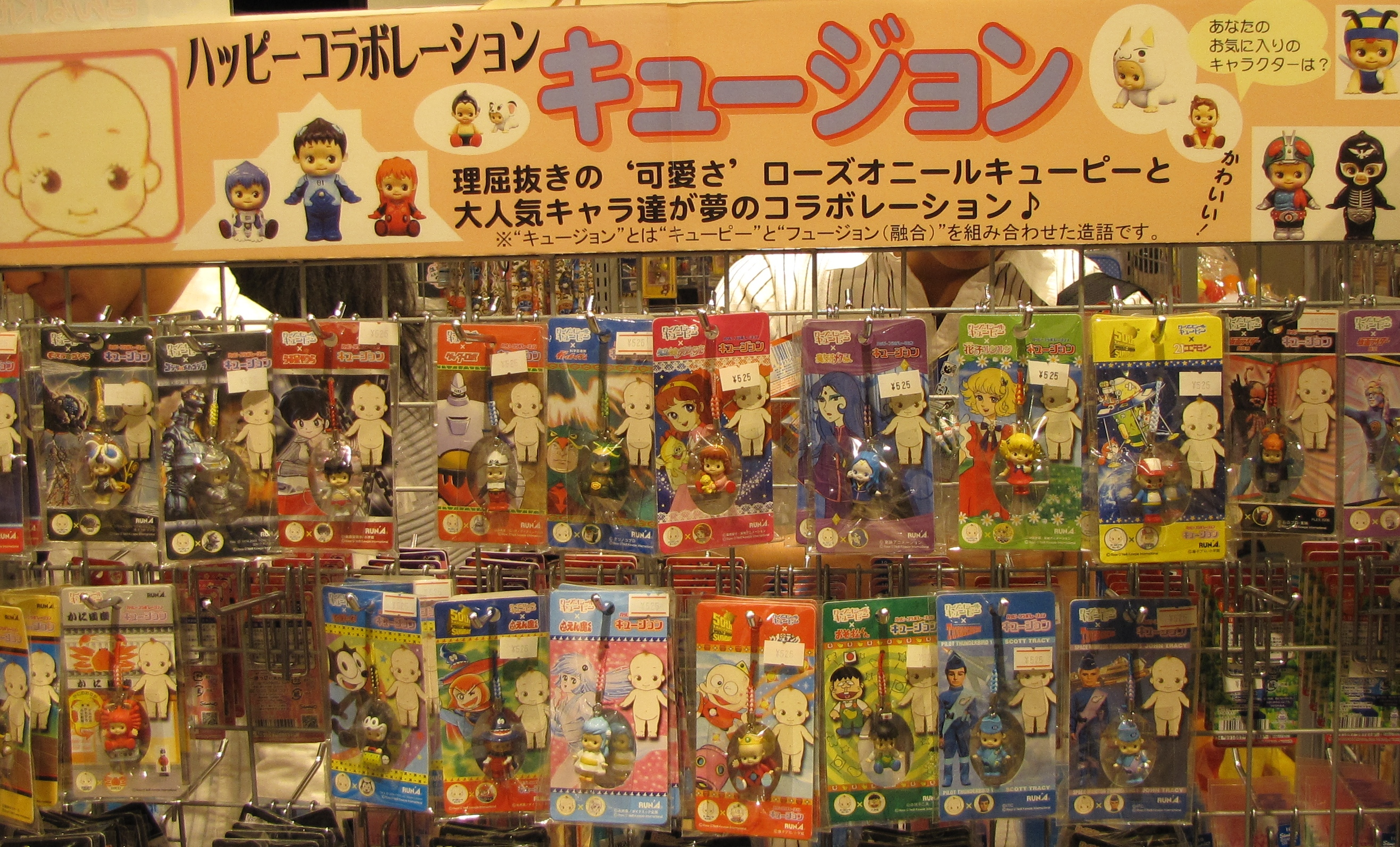
キュージョン販売コーナー

キューピー・グッズは人形、イラストを含め、多種多様な製品が作られている。日本では2007年より「キュージョン」（「キューピー」と「フュージョン」をつなげた造語）というキャラクター展開がなされており、ほかのキャラクターのコスプレをしたキューピーを多数作っており、ご当地限定グッズの展開も行っている。

## 著作権などの権利
1998年にローズ・オニール遺産財団からキューピーの日本での著作権を譲り受けた「日本キューピークラブ」の代表が、「キユーピーマヨネーズのロゴマークは著作権侵害にあたる」としてキユーピーを訴えた事件の控訴審の判決文にはキューピーの著作権は戦時加算も含めて2005年5月6日まで存続したことを認定した上で、「日本キューピークラブ」がキューピー人形の著作権者であることを認容するとともに、キユーピー株式会社の使用イラストとは相違点が数々あり、ローズ・オニール原作の複製物、原作から翻案された二次的著作物のどちらにも当たらず、また「日本キューピークラブ」の代表が示したキューピー人形との立体化において発生した二次的著作物とも類似点がないとして、日本キューピークラブの控訴を棄却したという判例がある。また商標権については、キユーピーは飲食料品に対し商標権（防護商標も含む）で保護しており（他の品目については他社で権利保有）、飲食料品について類似または誤認する商品が出れば訴えざるを得ないとZAKZAKの取材に対して回答している。しかしキューピー自体の著作権は2006年にはすでに失効しており、デザインそのものについては口を挟めない、とキユーピー広報は回答している。また日本大学の板倉宏名誉教授は『キューピーを会社のロゴや商品の「顔」として使用すると商標権に抵触するが、キューピーのキャラクターそのものについての使用権は著作権の範疇であり、著作権が失効しているキューピーそのものを（改変・翻案して）商品として扱うのは何ら違法ではない』と述べている。著作権が失効したことから、キューピーが改変されまくり、本来の可愛らしさが失われる現状についてはキユーピー、日本キューピークラブともに胸を痛めているという。

## キューピーを題材とした作品

### 楽曲
- おもちゃのマーチ（作詞：海野厚、作曲：小田島樹人、1923年発表）
- おひなまつり（作詞：斎藤信夫、作曲：海沼実）
- キューピーさん（作詞：葛原しげる、作曲：弘田龍太郎、歌：中尾祥子、1924年発表）
- キューピー・ピーちゃん（作詞：野口雨情、作曲：中山晋平、1930年発表）
- わたしのキューピーちゃん（作詞：久保田宵二、作曲：佐々木すぐる）
- キューピー・ドール（英語版）（作詞・作曲：Sid Tepper、Roy C. Bennett、歌：ペリー・コモ他、1958年発表）
- キューピーちゃん（作詞：吉川昇、作曲：吉川昇、歌：吉川団十郎一座、1974年発表）
- 一銭五厘のキューピーさん（ゴムとび歌、原曲：リパブリック讃歌）
- キューピーの観兵式（作曲：リベルリ）
- 小舟のキューピー（作曲：ガストルディ）
- たらこ・たらこ・たらこ（作詞：加藤良1、作曲：上野耕路、2004年発表。CD発売は2006年）

また、1921年発表の童謡「青い眼の人形」（作詞：野口雨情、作曲：本居長世）も、キューピーがモデルという説がある。

### アニメ
- ローズオニールキューピー

2009年12月よりWOWOWで放送。ローズ・オニールの原画のタッチを再現している。